# 大阪府立中河内救命救急センター
大阪府立中河内救命救急センター（おおさかふりつなかかわちきゅうめいきゅうきゅうセンター）は、大阪府東大阪市にある医療機関。大阪府立救命救急センター条例（昭和54年11月5日大阪府条例第19号）によって設置された府立の救命救急センターであり、隣接する地方独立行政法人市立東大阪医療センターが指定管理者として管理運営を行っている。東大阪市・八尾市・柏原市で構成される中河内二次医療圏の災害拠点病院に指定されており、大阪府の災害派遣医療チームである大阪DMATを有する。

## 特徴

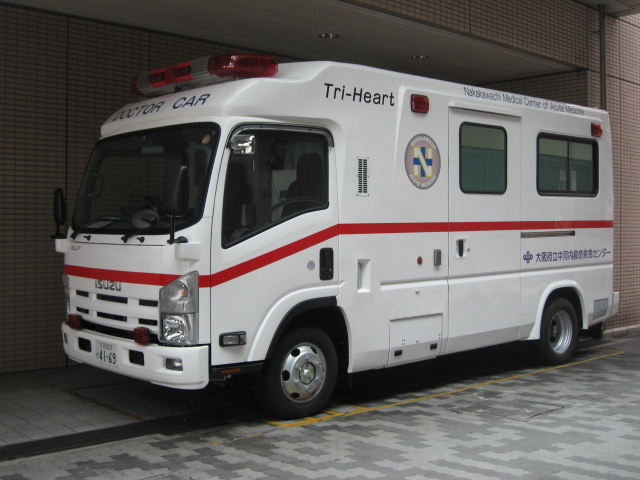
ドクターカー

大阪府東部地域の救急医療の核となる施設として位置付けられている。三次救急を専門に扱うセンターであるため、一般の外来診療は受け付けていない。ドクターカーを有しており、プレホスピタルでの医療活動にも積極的に取り組んでいる。

## 交通アクセス
- 近鉄奈良線八戸ノ里駅下車、徒歩約10分。
- 八戸ノ里駅より近鉄バスで約8分、市立東大阪医療センター下車。ただし土曜日・休日と12月29日から1月3日までは運休。

## 諸問題・不祥事など

### 人事問題
同センターで2019年から外科部長を務めてきた40歳代の男性は、2022年3月に突如、同センターと同一の地方独立行政法人の運営となる東大阪市立東大阪医療センターに、明確な理由を示さないまま移動を命ぜられた。この男性は、手術の機会の少ない別の病院への移動を不服であるとして、大阪地方裁判所に仮処分を求め4月に申立てを実施。男性は、新型コロナウイルス感染症を巡る処置方針や、職場環境の改善要求を巡り、当時の同センター幹部との対立などがあり、今回の異動は報復人事であると主張してきた。同地裁は同年11月10日付で、男性の申立てを認める形で、配置転換を無効とする決定を出した。決定で同地裁は「（男性は）高度な救急医療に専念する前提で採用されており、配転はこの合意に反する」とした。同センター側は、同年12月現在も男性を元の職場には復帰させておらず、決定を不服として同地裁に保全異議を申し立てることを検討している模様である。

### コロナ補助金の不正使用
同センターに勤務する40歳代の男性技師が2021年に、血液ガス分析装置と顕微鏡の入札を担当した際に、事前に業者に対し、明細に多数の検査機器や家電製品などを記載せずにその分を上乗せした金額で見積書をつくるよう依頼しました。技師の要求に応じた業者が落札し、多数の検査機器や家電製品など総額1,200万円分の物品を、コロナウイルスの医療政策で国から交付される空床保証を不正に充当することで同病院に納入させていたことが、2023年7月に発覚。同病院はこの技師を戒告処分とし、大阪府に対し補助金の使途に関する報告書を訂正する事態となった。大阪府の吉村洋文知事は「重大な不正行為だ」とこの行為を批判した。

### 重症患者の人工呼吸器を故意に外す
2023年9月4日、新型コロナウイルスの重症患者が装着していた人工呼吸器を一時停止したとして、暴行の疑いで同センターの男性医師が書類送検された。書類送検容疑は2021年3月29日午後3時ごろ、当時勤務していた救命救急センターの集中治療室で70代の男性患者の人工呼吸器を約2分間停止したとしている。患者は一時、血中の酸素濃度が低下したが、その後回復した。
男性患者は口から喉に管を通す形で人工呼吸器を着けており、病院側は合併症を防ぐために気管の一部を切開して管を入れる方法への変更を提案。しかし、患者の理解を得られず、当直だった男性医師と「呼吸器止めてみます？」「止めてみろ」「ほな止めましょ」などと筆談を交えてやり合い、医師が呼吸器を止めたとされる。
問題を受けて法人が設置した倫理委員会は2021年12月、呼吸器を故意に止めた行為は「重大な倫理違反があった」と認定。男性医師を戒告の懲戒処分にした。
大阪地検は「捜査の結果、暴行を認めるに足りるまでの事実が認定できなかった」として、男性医師を2023年12月15日付で嫌疑不十分で不起訴処分とした。